# 太鼓田公園
太鼓田公園（たいこだこうえん）は埼玉県久喜市（菖蒲区域・菖蒲地区）にある都市公園（近隣公園）である。

## 概要
この公園は、蓮田都市計画事業菖蒲北部土地区画整理事業により、憩いとコミュニティ活動の場、地域の顔となる場として整備された。園内には、みはらしの丘やシンボルツリーが整備され、菖蒲北交差点付近には街かど広場が設けられている。「太鼓田」という名称は公園所在地周辺の小字に由来している。

## 菖蒲北部調整池
菖蒲北部調整池（しょうぶほくぶちょうせいち）は太鼓田公園と同一区画内に所在する調整池である。
菖蒲北部調整池の面積は約2.3haとなっており、容量は65,100㎥である。土地区画整理により周辺地区の雨水流出の抑制のために整備され、また水を常時調整池の底面にはっていることにより、太鼓田公園からの景観に配慮している。調整池の西側にて庄兵衛堀川と接続している。

## 施設
- 街かど広場
- みはらしの丘
- シンボルツリー
- 駐車場
- 園路
- 植栽（樹木2本）
- 菖蒲北部調整池
- ポンプ施設
- 流入施設

## 所在地
- 〒346-0106
- 埼玉県久喜市菖蒲町菖蒲[4]

## 交通
- 久喜駅西口より朝日バス「菖蒲仲橋」行きに乗車、「モラージュ菖蒲前（乗車約18分）」にて下車、バス停より徒歩にて県道川越栗橋線沿いに北北東へ約3分（道程約150m）。（運賃340円）[5]

## 周辺
- 備前堀川（古笊田堰）
- 西堀用水
- 清久工業団地
- 庄兵衛堀川（中堀）
- フォレオ菖蒲
- モラージュ菖蒲
- 埼玉県道12号川越栗橋線
- 国道122号騎西菖蒲バイパス